# Котциас, Джордж
Джордж Константин Котциас (англ. George Constantin Cotzias, Гео́ргиос Кодзиа́с, греч. Γεώργιος Κοτζιάς; 16 июня 1918, Ханья, Крит — 13 июня 1977, Нью-Йорк) ― греко-американский учёный, который вместе со своими коллегами разработал средство леводопа, которое в настоящее время наиболее часто используется для лечения болезни Паркинсона.

## Биография
Котциас родился в городе Ханья на острове Крит, Греция, 16 июня 1918 года. Он был сыном Костаса Котциаса, который два раза (в 1934 и 1951 годах) был мэром Афин. Начал свои медицинские исследования в Афинском университете, но бежал в США с отцом когда немецкие войска вторглись в город в 1941 году. Он был принят в Гарвардскую медицинскую школу, которую окончил с отличием два года спустя. Затем Котциас проходил подготовку в качестве интерна в отделении патологии в больнице Бригама, затем ― в качестве интерна-исследователя в области медицины на главной больнице Массачусетса. Затем он работал в Рокфеллеровском университете и в Брукхейвенской национальной лаборатории.
В 1957 году шведский учёный Арвид Карлссон показал, что допамин является нейромедиатором в мозге, а не только лишь предшественником норадреналина, как считалось ранее. Он разработал метод для измерения количества дофамина в тканях головного мозга и обнаружил, что уровень допамина в базальных ганглиях (в области мозга, отвечающей за движение) был особенно высоким. Затем Карлссон в ходе опытов открыл, что использование на животных препарата резерпина вызывает снижение уровня дофамина и потерю управления движениями. Эти эффекты были сходными с симптомами болезни Паркинсона. Арвид Карлссон впоследствии был удостоен Нобелевской премии по физиологии и медицине в 2000 году совместно с Эриком Канделем и Полом Грингардом.
Впоследствии другие врачи лечили болезнь Паркинсона, используя леводопу (метаболического предшественника дофамина) и обнаружили, что он облегчает некоторые из симптомов болезни на ранних стадиях. В отличие от дофамина, леводопа проходит гематоэнцефалический барьер. Введение препарата, таким образом, даёт мгновенный положительный эффект. Однако, из-за сильного токсичности, связанной с его инъекцией, леводопа не имела практической ценности в качестве средства лечения. Джордж Котциас, однако, сделал критическое замечание, которое впоследствии сделало использование средства успешным. Начиная с очень малых доз леводопы, перорально, каждые два часа под постоянным наблюдением, и постепенно увеличивая дозу, ему удалось подготовить пациентов к принятию достаточно больших доз, чтобы вызвать резкое затихание симптомов. Первое исследование отчётности улучшений у пациентов с болезнью Паркинсона в результате лечения с леводопой было опубликовано в 1968 году. Результат был вскоре подтверждён другими исследователями и в настоящее время стал леводопа стала стандартом для лечения симптомов болезни Паркинсона.

## Почетные звания и награды
Джордж Котциас был лауреатом Премии Альберта Ласкера за клинические медицинские исследования в 1969 году. Он получил почетные степени от Католического университета Сантьяго (1969); Женского медицинского колледж Пенсильвании (1970); Университет св. Иоанна в Нью-Йорке (1971); и Афинского университета (1974). Льюис Томас назвал его «одной из величайших фигур в американской медицинской науке.»
Являлся членом Ордена святого апостола Андрея (архонтом Вселенского Патриархата).

## В литературе
Котциас является второстепенным персонажем в поэме Джеймса Меррилла «Переменчивый свет над Сандовером».